# دیدارهای فوتبال ایران و ازبکستان
تیم ملی ایران و تیم ملی ازبکستان تاکنون ۱۶ بار به مصاف هم رفته‌اند که حاصل این بازیها ۱۰ برد برای تیم ملی ایران، یک برد برای تیم ملی ازبکستان بوده و نتیجه پنج بازی این دو تیم هم با تساوی به پایان رسیده است.
در این بازیها جمعاً ۲۷ گل به ثمر رسیده است که سهم تیم ملی ایران ۲۰ گل و سهم تیم ملی ازبکستان ۷ گل است

## نخستین بازی
نخستین بازی بین دو تیم ایران و ازبکستان در تاریخ ۲۳ آذر ۱۳۷۷ از سری مسابقات بازی‌های آسیایی ۱۹۹۸ برگزار شد که با نتیجه ۴ بر ۰ به سود تیم ملی ایران تمام شد.

## بهترین برد
بهترین برد ایران در برابر ازبکستان با نتیجه ۴ بر ۰ در همان نخستین رویارویی این دو تیم حاصل شده است و بهترین برد ازبکستان در برابر ایران پیروزی ۱ بر ۰ این تیم در ورزشگاه آزادی تهران است

## فاصله بین بردها
بیشترین فاصله‌ای که بین دو برد تیم ملی ایران افتاده است یک بازی می باشد. تیم ملی ایران از ۱۲ بازی که برابر تیم ملی ازبکستان انجام داده در ۱۰ بازی موفق به گلزنی شده است
تیم ملی ایران تجربه کسب برد در ۷ بازی متوالی در برابر تیم ملی ازبکستان را نیز دارد

## بررسی کلی بازی‌ها
| بردهای ایران    | ۱۰ بازی |                | گل‌های ایران | ۲۰ گل                            |         | بازی‌های برگزار شده در ایران | ۵ بازی |
| مساوی           | ۵ بازی  | گل‌های ازبکستان | ۷ گل        | بازی‌های برگزار شده در کشور بی‌طرف | ۲ بازی  |                             |        |
| بردهای ازبکستان | ۱ بازی  |                |             | بازی‌های برگزار شده در ازبکستان   | ۹ بازی  |                             |        |
| مجموع بازی‌ها    | ۱۶ بازی | مجموع گل‌ها     | ۲۷ گل       | مجموع بازی‌ها                     | ۱۶ بازی |                             |        |

## عنوان بازی‌ها
| #   | عنوان بازی          | تعداد بازی | برد ایران | برد ازبکستان | مساوی |
| --- | ------------------- | ---------- | --------- | ------------ | ----- |
| ۱   | مقدماتی جام جهانی   | ۸          | ۳         | ۱            | ۴     |
| ۲   | دوستانه             | ۵          | ۴         | -            | ۱     |
| ۳   | جام ملت‌های آسیا     | ۱          | ۱         | -            | -     |
| ۴   | المپیک آسیایی       | ۱          | ۱         | -            | -     |
| ۵   | قهرمانی آسیای مرکزی | ۱          | ۱         | -            | -     |
| جمع | جمع                 | ۱۶         | ۱۰        | ۱            | ۵     |

| عملکرد دو تیم در بازی‌های رسمی | عملکرد دو تیم در بازی‌های رسمی | عملکرد دو تیم در بازی‌های رسمی | عملکرد دو تیم در بازی‌های رسمی |
| ----------------------------- | ----------------------------- | ----------------------------- | ----------------------------- |
| بازی                          | برد ایران                     | برد ازبکستان                  | مساوی                         |
| ۱۱ بازی                       | ۶ بازی                        | ۱ بازی                        | ۴ بازی                        |

## میزبان و میهمان
| بازی‌هایی که در ایران برگزار شده است       | بازی‌هایی که در ایران برگزار شده است | بازی‌هایی که در ایران برگزار شده است | بازی‌هایی که در ایران برگزار شده است |
| تیم                                       | برد                                 | مساوی                               | باخت                                |
| ----------------------------------------- | ----------------------------------- | ----------------------------------- | ----------------------------------- |
| ایران                                     | ۲                                   | ۲                                   | ۱                                   |
| ازبکستان                                  | ۱                                   | ۲                                   | ۲                                   |
| بازی‌هایی که در ازبکستان برگزار شده است    |                                     |                                     |                                     |
| تیم                                       | برد                                 | مساوی                               | باخت                                |
| ایران                                     | ۶                                   | ۳                                   | ۰                                   |
| ازبکستان                                  | ۰                                   | ۳                                   | ۶                                   |
| بازی‌هایی که در کشوری بی‌طرف برگزار شده است |                                     |                                     |                                     |
| تیم                                       | برد                                 | مساوی                               | باخت                                |
| ایران                                     | ۲                                   | ۰                                   | ۰                                   |
| ازبکستان                                  | ۰                                   | ۰                                   | ۲                                   |

## فهرست کلی بازی‌ها
| #  | تاریخ      | نتیجه بازی           | شهر / ورزشگاه                        | عنوان بازی‌ها                                  | گلزنان                                                 |
| -- | ---------- | -------------------- | ------------------------------------ | --------------------------------------------- | ------------------------------------------------------ |
| ۱۶ | ۱۴۰۴/۰۱/۰۵ | ایران ۲ – ۲ ازبکستان | ورزشگاه آزادی، تهران                 | مقدماتی جام جهانی ۲۰۲۶                        | طارمی (۵۲ و ۸۳) *** ارکینوف (۱۶) - فیض‌الله‌‌یف (۵۳)      |
| ۱۵ | ۱۴۰۳/۰۷/۱۹ | ازبکستان ۰–۰ ایران   | ورزشگاه ملی، تاشکند                  | مقدماتی جام جهانی ۲۰۲۶                        | [ ۶ ]                                                  |
| ۱۴ | ۱۴۰۳/۰۳/۲۲ | ایران ۰–۰ ازبکستان   | ورزشگاه آزادی، تهران                 | مقدماتی جام جهانی ۲۰۲۶ و جام ملت‌های آسیا ۲۰۲۷ |                                                        |
| ۱۳ | ۱۴۰۲/۰۸/۳۰ | ازبکستان ۲–۲ ایران   | ورزشگاه پخته‌کار، تاشکند              | مقدماتی جام جهانی ۲۰۲۶ و جام ملت‌های آسیا ۲۰۲۷ | رضائیان (۱۴) - طارمی (۳۸) *** ارونوف (۵۲) - سرگیف (۸۳) |
| ۱۲ | ۱۴۰۲/۰۳/۳۰ | ازبکستان ۰–۱ ایران   | ورزشگاه پخته‌کار، تاشکند              | قهرمانی آسیای مرکزی ۲۰۲۳                      | آزمون (۴۸)                                             |
| ۱۱ | ۱۳۹۹/۰۷/۱۷ | ازبکستان ۱–۲ ایران   | ورزشگاه پخته‌کار، تاشکند              | دوستانه                                       | آزمون (۴۴) – طارمی (۵۱-پ) **** شاه‌مرادوف (۵۳)          |
| ۱۰ | ۱۳۹۷/۰۶/۲۰ | ازبکستان ۰–۱ ایران   | ورزشگاه پخته‌کار، تاشکند              | دوستانه                                       | ترابی (۶۷)                                             |
| ۹  | ۱۳۹۷/۰۲/۲۹ | ایران ۱ - ۰ ازبکستان | ورزشگاه آزادی، تهران                 | دوستانه                                       | چشمی (۱۷)                                              |
| ۸  | ۱۳۹۶/۰۳/۲۲ | ایران ۲ - ۰ ازبکستان | ورزشگاه آزادی، تهران                 | مقدماتی جام جهانی ۲۰۱۸                        | آزمون (۲۲) – طارمی (۸۸)                                |
| ۷  | ۱۳۹۵/۰۷/۱۵ | ازبکستان ۰–۱ ایران   | ورزشگاه ملی، تاشکند                  | مقدماتی جام جهانی ۲۰۱۸                        | حسینی (۲۷)                                             |
| ۶  | ۱۳۹۴/۰۳/۲۱ | ازبکستان ۰–۱ ایران   | ورزشگاه ملی، تاشکند                  | دوستانه                                       | ترابی (۴+۹۰)                                           |
| ۵  | ۱۳۹۱/۰۸/۲۴ | ایران ۰ - ۱ ازبکستان | ورزشگاه آزادی، تهران                 | مقدماتی جام جهانی ۲۰۱۴                        | بقایف (۷۱)                                             |
| ۴  | ۱۳۹۱/۰۳/۱۴ | ازبکستان ۰–۱ ایران   | ورزشگاه جار، تاشکند                  | مقدماتی جام جهانی ۲۰۱۴                        | خلعتبری (۹۰)                                           |
| ۳  | ۱۳۸۸/۰۶/۱۴ | ازبکستان ۰–۰ ایران   | ورزشگاه پخته‌کار، تاشکند              | دوستانه                                       | [ ۱۴ ]                                                 |
| ۲  | ۱۳۸۶/۰۴/۲۱ | ایران ۲ - ۱ ازبکستان | ورزشگاه ملی بوکیت جلیل، کوالا لامپور | جام ملت‌های آسیا ۲۰۰۷                          | حسینی (۵۵) – کاظمیان (۷۶) **** رضایی (۱۶.گ.ب)          |
| ۱  | ۱۳۷۷/۰۹/۲۳ | ایران ۴ - ۰ ازبکستان | ورزشگاه ملی، بانکوک                  | بازی‌های آسیایی ۱۹۹۸                           | موسوی (۲۹) – دایی (۸۳ و ۸۸ و ۹۰)                       |

## گلزنان
کلا ۱۰ بازیکن ایرانی با پیراهن تیم ملی ایران موفق به زدن گل به تیم ملی ازبکستان شده‌اند که مهدی طارمی با زدن ۵ گل بهترین گلزن تیم ملی ایران مقابل تیم ملی ازبکستان است.

### گلزنان تیم ملی ایران
- ۵ گل: مهدی طارمی
- ۳ گل: علی دایی – سردار آزمون
- ۲ گل: مهدی ترابی – سید جلال حسینی
- ۱ گل: روزبه چشمی – محمدرضا خلعتبری – جواد کاظمیان – علی موسوی – رامین رضائیان

### گلزنان تیم ملی ازبکستان
- ۱ گل: الغ‌بک بقایف – الدار شاه‌مرادوف – آستان ارونوف – ایگور سرگیف - خواجه‌مات ارکینوف - عباس‌بک فیض‌الله‌یف
  - دیگر گل تیم ازبکستان به اشتباه توسط رحمان رضایی وارد دروازه ایران شده است.